# Stenalcidia differens
Stenalcidia differens là một loài bướm đêm trong họ Geometridae.